# Hydrelia risata
Hydrelia risata là một loài bướm đêm trong họ Geometridae.